# Sulci di Miranda
Segue una lista dei sulci presenti sulla superficie di Miranda. La nomenclatura di Miranda è regolata dall'Unione Astronomica Internazionale; la lista contiene solo formazioni esogeologiche ufficialmente riconosciute da tale istituzione.
I sulci di Miranda portano i nomi di personaggi e luoghi delle opere di William Shakespeare.

## Prospetto
| Sulcus          | Eponimo                                                  | Latitudine | Longitudine | Diametro |
| --------------- | -------------------------------------------------------- | ---------- | ----------- | -------- |
| Naples Sulcus   | Napoli - Città menzionata ne La tempesta.                | 32° S      | 260° E      | 260 km   |
| Syracusa Sulcus | Siracusa - Città menzionata ne La commedia degli errori. | 15° S      | 293° E      | 40 km    |